# Sambrial
Sambrial (en ourdou : سمبڑيال) est une ville pakistanaise, située dans le district de Sialkot, dans le nord de la province du Pendjab. Elle est la capitale du tehsil éponyme.
La ville est située à seulement quelques kilomètres de la ville de Sialkot, capitale du district, dont Sambrial est par ailleurs la troisième plus grande ville. Elle est située sur la rive nord de la rivière Chenab.
La ville accueille l'aéroport international de Sialkot, ainsi que des complexes d'exportations. Elle profite ainsi de sa position centrale entre les grandes villes de Sialkot, Gujrat et Gujranwala, ce qui explique que des routes stratégiques la traverse.
La population de la ville a été multipliée par près de huit entre 1972 et 2017, passant de 49 235 habitants à 109 479. Entre 1998 et 2017, la croissance annuelle moyenne s'affiche à 4,3 %, largement supérieure à la moyenne nationale de 2,4 %. En 2023, la population de la ville monte à 119 571 habitants.
|            | 1972 (rec.) | 1981 (rec.) | 1998 (rec.) | 2017 (rec.) | 2023 (rec.) |
| ---------- | ----------- | ----------- | ----------- | ----------- | ----------- |
| Population | 14 300      | 24 432      | 49 574      | 109 479     | 119 571     |